# León Samet
León Samet (Borislav, 6 de diciembre de 1908 - Varsovia, 15 de febrero de 1973) fue un militar, médico, activista comunista judeo-polaco, que alcanzó el rango de general de brigada del Ejército polaco y fue jefe del departamento de Servicio de Sanidad del Ministerio de Defensa Nacional desde 1949.

## Biografía
De 1933 a 1938 fue miembro de la OMS "Życie" y en 1935 se convirtió en activista de la Unión Comunista de la Juventud de Polonia. En 1937 partió hacia España y allí, durante la guerra civil española, luchó en la XIII Brigada Internacional del bando republicano. 
Hijo de un comerciante judío de nombre Szaja y su mujer Róża, de apellido de soltera Garfunkel. Después de graduarse en el instituto en Borislav en 1926, estudió medicina en la Universidad Carolina de Praga hasta 1933, después de lo cual obtuvo el título de doctor en medicina.
En enero de 1937 viajó a España, para ayudar al bando republicano de la guerra civil española, como médico de las Brigadas Internacionales. Sirvió primero como teniente médico y después como capitán y jefe de uno de los hospitales de las Brigadas Internacionales en Murcia. Más tarde, fue teniente del servicio sanitario de la XIII Brigada Internacional en los frentes de Córdoba y del Centro, después como jefe del hospital de Benisa y finalmente como primer jefe del hospital de Mataró. Resultó herido durante los combates cerca de Brunete. El 9 de febrero de 1939 cruzó la frontera hacia Francia con tropas republicanas y fue internado en un campo de internamiento, primero en Francia y luego en la Argelia francesa, donde se unió al Partido Comunista Argelino.
En mayo de 1943 partió hacia la Unión Soviética y en septiembre de 1943 se unió al ejército de Zygmunt Berling como médico en el hospital para soldados polacos en Moscú. A principios de febrero de 1944 se convirtió en médico superior del batallón de asalto. Al terminar la guerra, Samet fue miembro de la delegación polaca en los juicios de Núremberg.
Desde noviembre de 1944 fue adjunto del Servicio de Sanidad del Ejército Polaco para asuntos políticos y educativos, y en julio de 1945 pasó a ser jefe adjunto del Departamento del Servicio de Sanidad del Ministerio de Defensa Nacional para asuntos políticos y educativos. Alcanzó la jefatura de este departamento el 28 de diciembre de 1949, siendo ascendido a general de brigada en julio de 1952. En enero de 1958 asumió el cargo de jefe de la misión de Polonia en la Comisión Supervisora de Naciones Neutrales en Corea hasta mayo de 1960. Desde mayo de 1961, Samet fue delegado del Ministerio de Defensa Nacional en la Dirección General de la Cruz Roja Polaca. Tras sufrir un infarto en abril de 1968, se retiró a principios de agosto de 1968.
Murió en Varsovia a consecuencia del cáncer, enterrado en el callejón de los beneméritos del cementerio militar de Powązki.

## Premios
- Dos órdenes de la Bandera Roja del Trabajo.[3]
- Orden Virtuti Militari, 5ª clase.
- Cruz de la Orden Polonia Restituta.
- Orden de la Cruz de Grunwald, 3ª clase.
- Medalla del 10.º Aniversario de la Polonia Popular (1955).[4]
- Orden de la Estrella Roja (Unión Soviética).